# Thomas Nathan Krüger
Thomas Nathan Krüger (* 28. Oktober 1986 in Sangerhausen) ist ein deutscher Komponist.

## Schulzeit und Studium
Krüger erhielt bereits mit sieben Jahren seinen ersten instrumentalen Unterricht im Fach Akkordeon. Eine grundlegende fünfjährige Gesangs- und Klavierausbildung erfuhr er als Schüler im Musikzweig der Landesschule Pforta von 2001 bis 2006. Dort sammelte er zudem erste Erfahrungen als Dirigent und schloss mit seinem Abitur 2006 auch eine Ausbildung zum Chorleiter ab. Während seiner Schulzeit begann er für die Chöre und Ensembles der Landesschule Pforta zu komponieren. So entstand neben einem chorsinfonischen Zyklus und einer Bühnenmusik zu Klaus Pohls Selbstmord in Madrid auch das einstündige Melodram John Maynard, das im November 2005 von 50 Schülern der Landesschule in Eigenregie uraufgeführt wurde.
Bis zur Aufnahme des Kompositionsstudiums im April 2007 erhielt er Unterricht bei Uwe Krause als Schüler der Komponistenklasse Halle am Konservatorium Halle/Saale. Zu den ersten kompositorischen Gehversuchen Krügers zählt die Vertonung des Gedichts Verfall von Georg Trakl. Die Komposition für Bariton und Klavier wurde 2005 beim Jugend-Kompositions-Wettbewerb Sachsen-Anhalt ausgezeichnet. Auch in den Folgejahren sind seine Werke prämiert und aufgeführt worden. So erhielt er frühzeitig Gelegenheit, sowohl mit dem Kammerensemble Neue Musik Berlin als auch mit Musikern des Kammerorchesters Sinfonietta Dresden zu arbeiten.
Während seines Kompositionsstudiums bei Michael Obst an der Hochschule für Musik Franz Liszt Weimar von 2007 bis 2012 entstanden neben solistischen und kammermusikalischen Werken auch Orchesterstücke, die von Klangkörpern wie der Staatskapelle Halle und der Jenaer Philharmonie aufgeführt wurden. Sein erstes Streichquartett mit dem Titel Positionen gelang 2009 durch die Musiker des Minguet Quartetts zur Uraufführung. Max Nyffeler beschrieb diese neun Miniaturen in der Neuen Musikzeitung als "überraschend vielseitige und musikalisch präzise ausformulierte Charakterstücke". Nachdem Thomas Nathan Krüger 2010 der Franz-Liszt-Preis durch die Gesellschaft der Freunde und Förderer der Hochschule für Musik Franz Liszt Weimar e. V. verliehen wurde, absolvierte er ein Auslandssemester an der Universität für Musik und darstellende Kunst Graz. Dort erhielt er Unterricht bei Beat Furrer und besuchte die Analyse-Kurse von Georg Friedrich Haas. Im Lauf seines Studiums erfuhr Krüger auf diversen internationalen Meisterkursen verschiedene impulsgebende Einschätzungen seiner künstlerischen Arbeit. Neben einem einwöchigen Kurs für zeitgenössische Improvisation bei Friedrich Schenker erhielt er Unterricht bei Annette Schlünz, Nigel Osborne, Clarence Barlow u. a. Seit 2008 gibt er seine Erfahrungen als Dozent für Komposition auf den Kursen der Komponistenklasse Sachsen-Anhalt an Kinder und Jugendliche weiter. 2012 leitete er den Kompositionskurs des mu:v-Camps – einer Initiative der Jeunesses Musicales – auf Schloss Weikersheim. Einhergehend mit seiner pädagogischen Erfahrung als Kompositionslehrer war er bereits bei Vermittlungsprojekten an Grundschulen und Gymnasien in Sachsen-Anhalt, Thüringen und Baden-Württemberg gefragt und ist seit 2013 Mitglied im Netzwerk Neue Musik Baden-Württemberg. Bereits während seines Studiums an der Weimarer Musikhochschule komponierte er Musik für Kinder und Jugendliche. So entstand 2011 das Werk gestolpert, gestürzt - Suite, Fantasie und Appendix für Gitarre solo im Auftrag des Weimarer Gitarre-Verein e.V. als Pflichtstück für den Anna-Amalia-Gitarrenwettbewerb. Im Rahmen der Weimarer Frühjahrstage für zeitgenössische Musik wurden mehrfach Werke von ihm uraufgeführt, u. a. durch das Landesjugendensemble Neue Musik Thüringen und durch das Gitarrenensemble der Weimarer Musikschule.
Nach erfolgreichem Abschluss seines Diplomstudiums wechselte er im Jahr 2012 an die Hochschule für Musik und Darstellende Kunst Stuttgart. Parallel zur Beschäftigung als Assistent der Studioleitung im Studio Neue Musik nahm er ein Master-Studium in der Kompositionsklasse von Caspar Johannes Walter auf, das er voraussichtlich im Frühjahr 2015 beenden wird. Neben seinem Studium ist er für die Initiative für Neue Musik SUONO MOBILE tätig und organisiert gemeinsam mit Christof M Löser, Malte Giesen, Christian Kemper u. a. Veranstaltungen mit zeitgenössischer Musik. 2013 begann der kontinuierliche Aufbau einer eigenen Konzertreihe unter dem Titel FEUERBACH global sowie die Gründung des Ensembles SUONO MOBILE global. Das Kollektiv – bestehend aus jungen Komponisten und erfahrenen Instrumentalisten – besticht durch den virtuosen Umgang mit unkonventionellem Instrumentarium und konnte sich durch Konzerte in Hamburg, Berlin und Stuttgart einen Namen machen. Künstlerisch verbunden fühlt sich das Ensemble u. a. dem Komponisten Michael Maierhof, über dessen Schaffen Krüger bereits eine Diplomarbeit anfertigte.

## Werke (Auswahl)
- getrübtes blühen (2008) für vier Orchestergruppen
- Positionen (2008) für Streichquartett mit Kassettenrekorder
- Trio für zwei oder der einarmige Bandit (2009) für Klarinette mit TamTam und Klavier mit Woodblocks[8]
- Spieltrieb 1 – Wikipedia-Kadenzen (2010) für Schlagzeug solo, Ensemble und Video
- Kind und Kagel - Spiel (in Bildern) für Ensemble und Projektionsflächen (2010) für 5 Instrumentalisten, Sängerin, Zuspiel und Video[9]
- gestolpert, gestürzt (2011) für Gitarre solo
- FLECKEN (2011) für 5 Instrumente
- anlagern, ablegen (2012) für 6 Instrumente
- Tre pezzi del Principe (nach Gesualdo) (2013) für Streichorchester
- Air [beinah .....] (2014) für Viola, Violoncello und Kontrabass

## Preise und Stipendien
- Preisträger beim Jugend-Kompositions-Wettbewerb Sachsen-Anhalt 2005, 2006[10][11] und 2007[12]
- Franz-Liszt-Preis 2010[13]
- Stipendium der Studienstiftung des deutschen Volkes (2010–2015)

## Publikationen
- Zwischen den Tönen: Der internationale Kongress "Mikrotonalität - Praxis und Utopie" an der Musikhochschule Stuttgart[14]